# جورج ایلنیخینا
جورج ایلنیخینا (انگلیسی: George Ilenikhena؛ زادهٔ ۱۶ اوت ۲۰۰۶) بازیکن فوتبال اهل نیجریه است که در پست مهاجم برای باشگاه فوتبال]] آ.اس موناکو]] بازی می‌کند.
وی در لاگوس نیجریه از والدینی نیجریه‌ای متولد شده